# Møn
Møn (eingedeutscht Mön oder Moen) ist eine Insel im dänischen Teil der Ostsee, zwischen der Südspitze Seelands und der Ostspitze Falsters gelegen. Die Insel hat 8925 Bewohner (1. Januar 2025) bei einer Fläche von 217,75 km²; die Einwohnerzahl lag 1965 noch bei über 12.000.

## Allgemeines

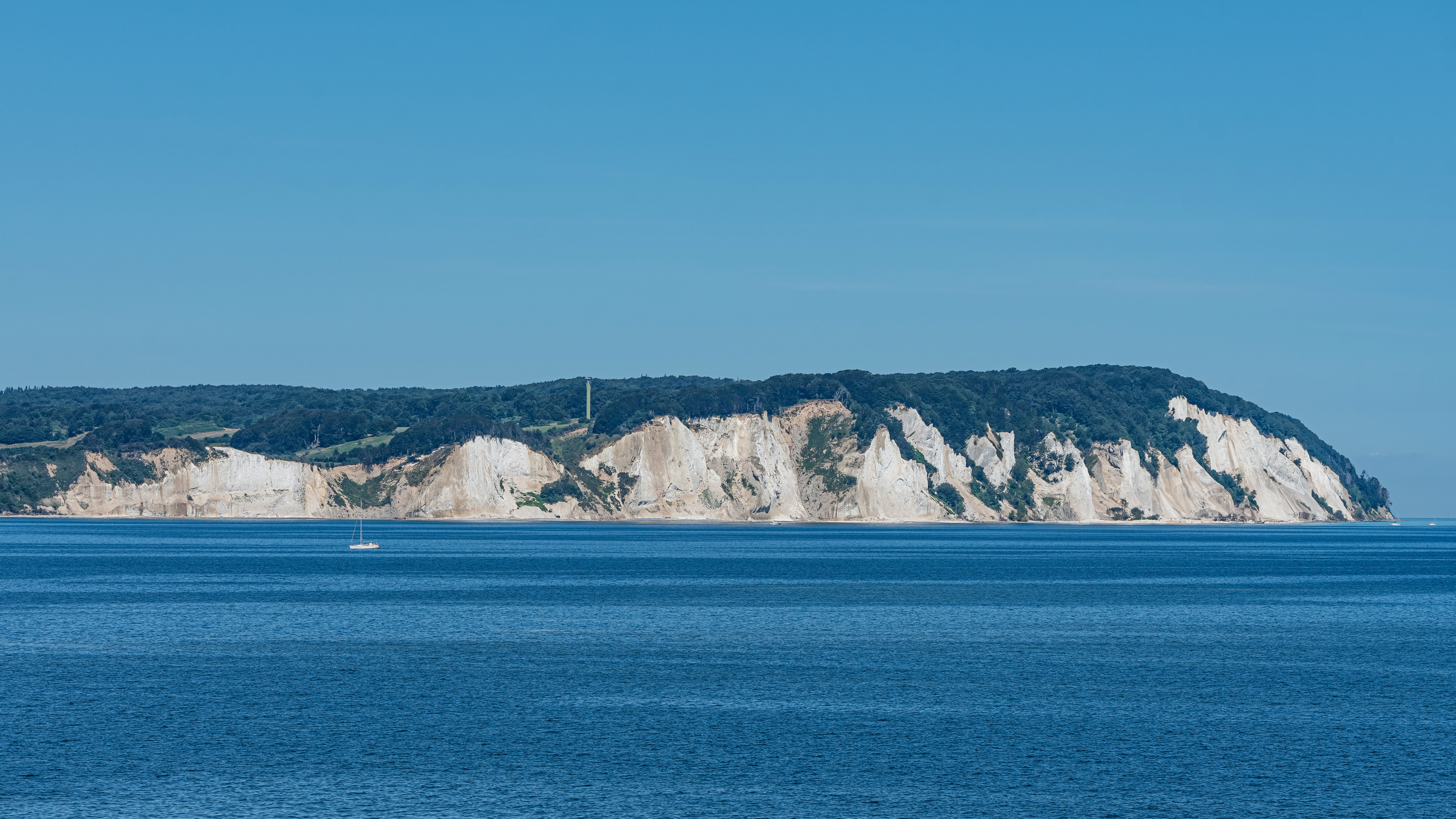
Blick von der Ostsee auf Møns östliche Küste

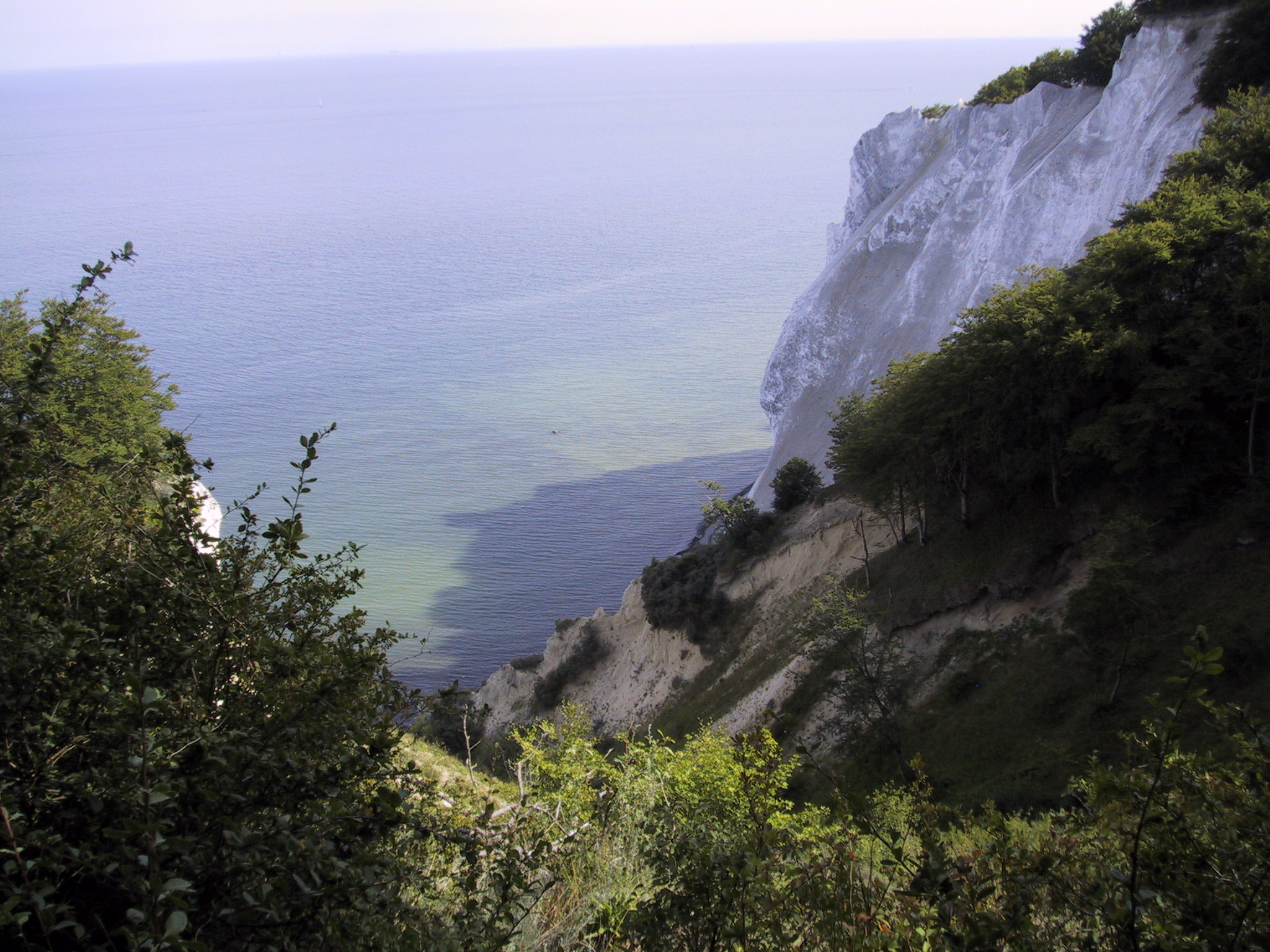
Die Kreidefelsen von Møns Klint

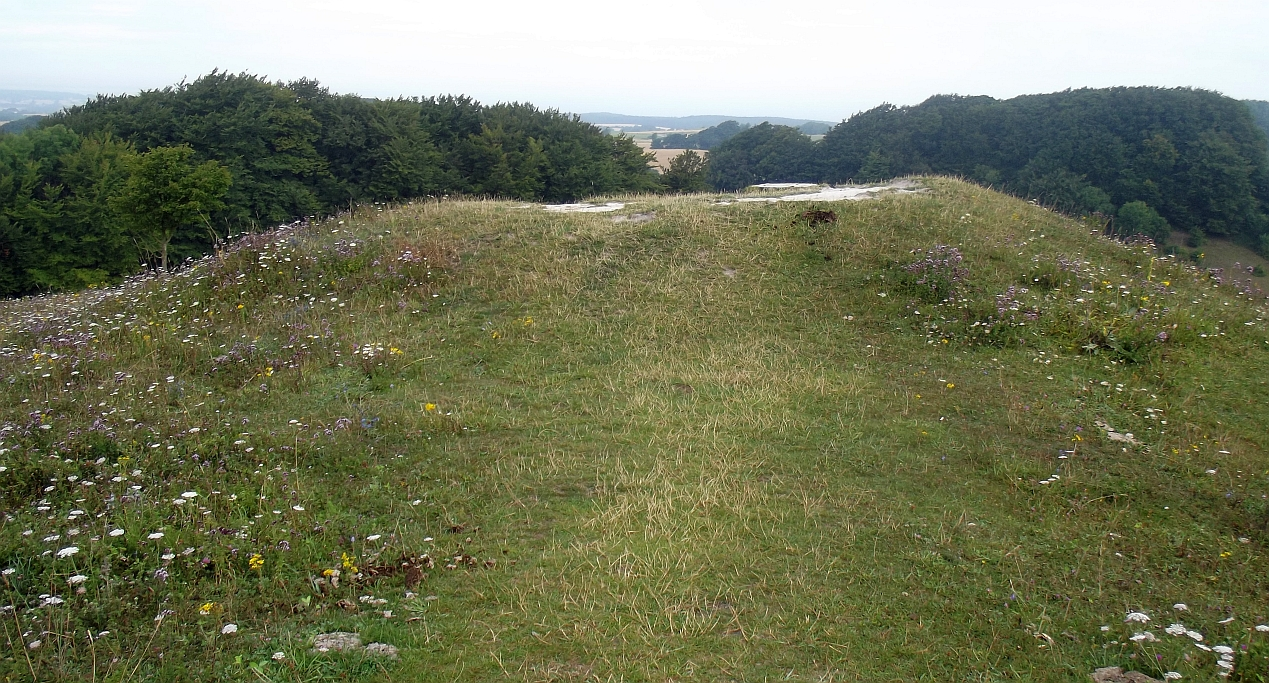
Höchste Erhebung Møns ist der Aborrebjerg mit 143 m

Møn bildete zusammen mit den Inseln Lindholm, Nyord, Bogø und Farø sowie einigen kleineren Inseln in der Stege Bugt bis 1970 die Harde Mønbo Herred und war danach bis Ende 2006 eine eigene Kommune (Møn Kommune) im Verwaltungsbezirk Storstrøms Amt und ist seit der dänischen Kommunalreform zum 1. Januar 2007 ein Teil der Vordingborg Kommune, zusammen mit den ehemaligen Kommunen Langebæk, Præstø und Vordingborg der größeren Nachbarinsel Seeland (dänisch Sjælland). Größter Ort ist Stege an der gleichnamigen Bucht und am Stege Nor. Im äußersten Osten der Insel befindet sich die steile Kreideküste Møns Klint, die einen Anziehungspunkt für den Fremdenverkehr darstellt. Die dänische Insel Møn kann in geologischer Hinsicht als kleinere Schwester der deutschen Insel Rügen bezeichnet werden, denn die Inselgebiete, die aus 70 Millionen Jahre alter Kreide bestehen, wurden zur selben Zeit durch tektonische Bewegungen an die Erdoberfläche gehoben. Beide Inseln gehörten zu einer größeren wieder abgesunkenen Landmasse, von der in dieser Region nur noch diese beiden Inseln als höchste Erhebungen übrig geblieben sind. Aufgrund der spezifischen Natur und Kultur wurde die Insel von der UNESCO als Biosphärenreservat anerkannt.
Seit ein paar Jahren besteht eine Insel-Partnerschaft zwischen der dänischen Insel Møn und der deutschen Ostseeinsel Fehmarn, die von der Europäischen Union im Rahmen ihres INTERREG-Programmes gefördert wird.

## Tourismus
Auf Møn kann man Ferienhäuser mieten. Beliebt sind die Ferienhäuser und Strände in Råbylille und Ulvshale. In Ulvshale gibt es einen Urwald sowie den größten Campingplatz der Insel. In der Nähe von Møns Klint und südlich von Hårbølle befinden sich weitere Campingplätze.
Der deutsche Literatur-Nobelpreisträger Günter Grass verbrachte ab 1976 seine Sommer in Ulvshale und schrieb dort Teile des Romans Der Butt. Nach 1991 mietete er sein Refugium, das Vogterhus, ganzjährig von der Wald- und Naturbehörde.

## Sehenswürdigkeiten

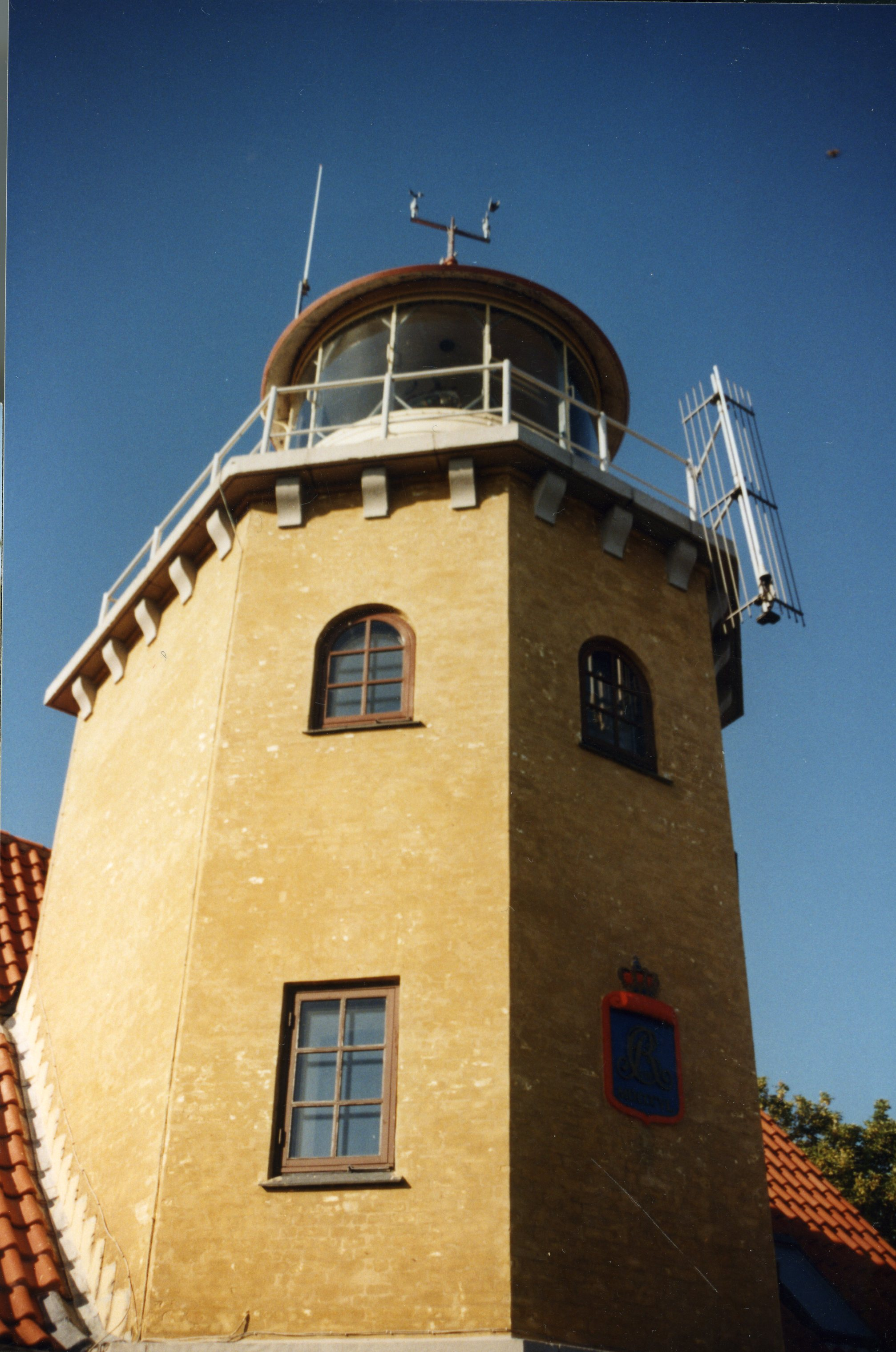
Møn Fyr von 1845

- Møns Klint, eine bis zu 128 m hohe Steilküste aus weißem Kreidefels im Osten der Insel.
- Das Erlebnis-Museum GeoCenter Møns Klint informiert über die prähistorische Entwicklung der Region.[8][9]
- Schloss Liselund ist ein klassizistisches Landhaus in einem englischen Landschaftspark bei Møns Klint; es ist einer der Standorte des Dänischen Nationalmuseums.
- Der Wald von Ulvshale im Norden der Insel wird sich selbst überlassen und gilt als urwald-ähnlich.
- Der Fischerort Nyord liegt abgeschieden auf der gleichnamigen Insel am nordwestlichen Zipfel von Møn, umgeben von einem Naturschutzgebiet. Salzwiesen bieten vielen Vogelarten Lebensraum und machen Nyord zu einem Paradies für Ornithologen.
- Die Kalkmalereien des um 1400 arbeitenden Elmelunde-Meisters sind in den Kirchen von Elmelunde, Fanefjord und Keldby zu besichtigen.
- Klintholm Havn, ein Fischerei- und Freizeithafen im Südosten der Insel.
- Møn Fyr, der 1845 erbaute Leuchtturm östlich von Klintholm Havn am süd-östlichsten Ufer der Insel.

Megalithanlagen

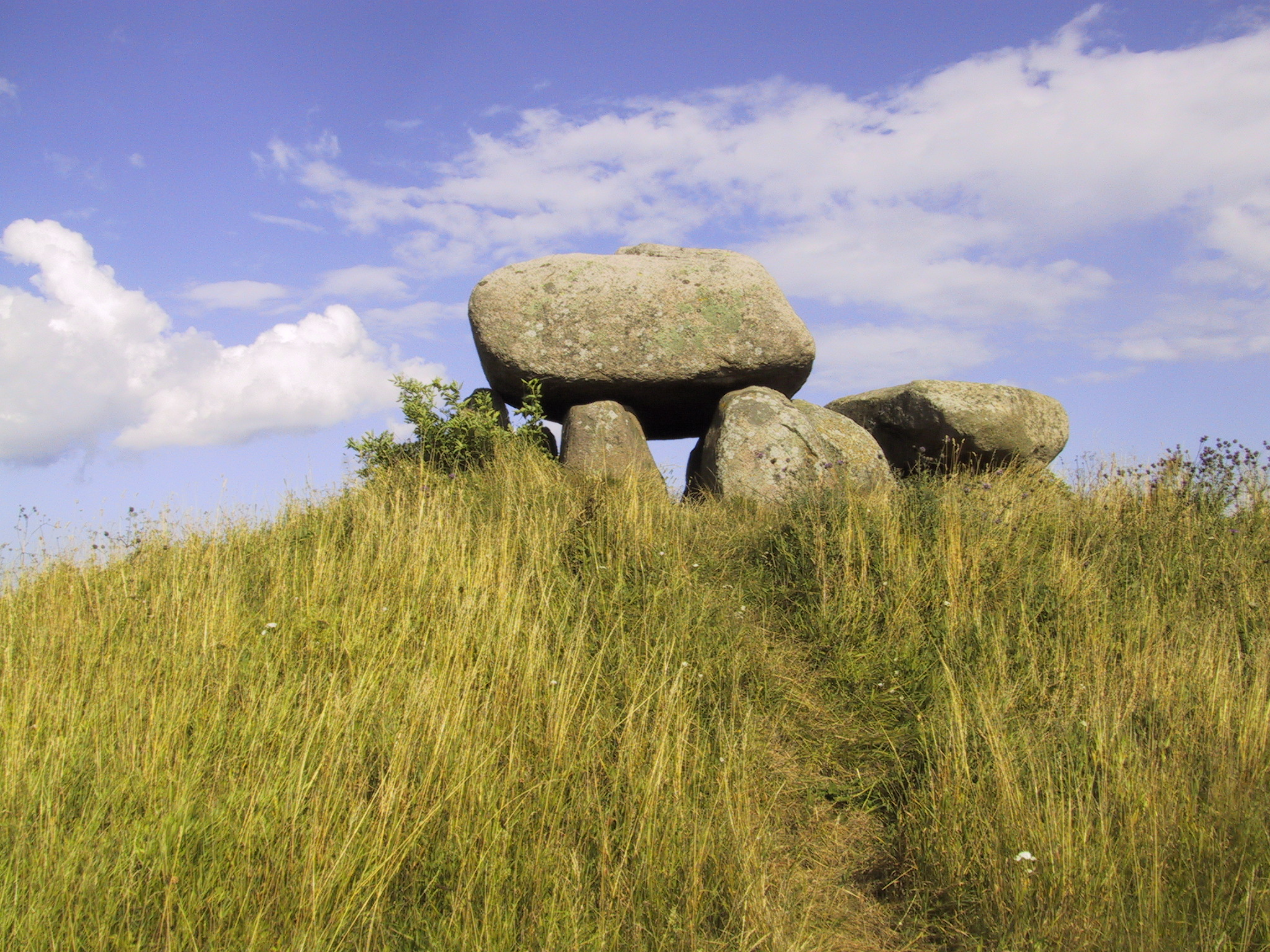
Die Megalithanlage Sømarkedyssen

Insgesamt sind 119 Großsteingräber aus der Jungsteinzeit auf den nur 231 km² großen Inseln Møn und Bogø bekannt. 38 davon wurden bewahrt und stehen unter Schutz. 21 sind Ganggräber der Trichterbecherkultur (TBK), die zwischen 3500 und 2800 v. Chr. entstanden. Neben Møns Klint ist besonders die Westseite der Insel reich an vorzeitlichen Denkmälern. Unter diesen ragen die folgenden Megalithanlagen heraus:
- Busemarke Langdysse mit Schalenstein
- Grønjægers Høj oder Grønsalen (Langdysse mit Urdolmen)
- Jordehøj, ein restauriertes Ganggrab, mit Schalenstein
- die Doppelkammer im Klekkende Høj
- Kong Asger Høj
- Marienborg langdysse
- Sprove Runddysse
- Sømarkedyssen mit über 450 Schälchen

## Verkehr
Møn ist auf der Straße über Brücken, Dämme und Fähren erreichbar. Die Dronning Alexandrines Bro (Königin-Alexandrine-Brücke), eine Straßenbrücke, die als „schönste Brücke Dänemarks“ gilt, verbindet Kalvehave auf Sjælland (dt.: Seeland) mit Koster auf Møn. Im Südwesten der Insel führt ein Damm über die Inseln Bogø und Farø zur Europastraße 47, wo eine Brückenanbindung nach Seeland und Falster besteht. Diese Farøbroerne, deren markanter Südteil oft direkt mit Møn assoziiert wird, hat die historische Autofähre Ida, die noch saisonal von Bogø nach Stubbekøbing (auf Falster) verkehrt, quasi 1984 abgelöst.
Die Insel ist mit zahlreichen Fahrradwegen gut erschlossen. Auch ist sie an einige nationale und sogar internationale Fernradwege angeschlossen, unter anderem an den Ostseeküsten-Radweg, der als europäische EuroVelo-Route 10 die ganze Ostsee umrundet, und an den Radweg Berlin–Kopenhagen, einen Teil der EuroVelo-Route 7 vom Nordkap bis Malta.